# Kaiserpokal 2015
Der Kaiserpokal 2015 war die 95. Austragung des Kaiserpokals, des höchsten japanischen Fußballpokalwettbewerbs. Sieger des Wettbewerbs waren die Gamba Osaka.

## Ergebnisse

### 1. Runde
|                                  | Ergebnis        |                                      |
| -------------------------------- | --------------- | ------------------------------------ |
| AC Nagano Parceiro               | 1:0             | Renofa Yamaguchi FC                  |
| JEF United Chiba                 | 3:0             | Tokyo International University       |
| FC Gifu                          | 2:1             | Kwansei-Gakuin-Universität           |
| Oita Trinita                     | 2:0             | Saga Lixil                           |
| V-Varen Nagasaki                 | 7:0             | Mitsubishi Heavy Industries Nagasaki |
| MIO Biwako Shiga                 | 3:2             | Arterivo Wakayama                    |
| Grulla Morioka                   | 0:3             | FC Machida Zelvia                    |
| Júbilo Iwata                     | 1:0             | Hokuriku-Universität                 |
| Avispa Fukuoka                   | 3:0             | Tōkai-Universität Kumamoto           |
| Vanraure Hachinohe               | 0:1             | Universität Sendai                   |
| Omiya Ardija                     | 4:0             | Tochigi Uva FC                       |
| Tokyo Verdy                      | 5:1             | Japan Soccer College                 |
| FC Maruyasu Okazaki              | 1:4             | Toin-Universität Yokohama            |
| Matsumoto Yamaga FC              | 3:0             | Saurcos Fukui                        |
| Zweigen Kanazawa                 | 6:3             | FC Imabari                           |
| Nirasaki Astros                  | 0:3             | Juntendō-Universität                 |
| Cerezo Osaka                     | 1:2             | FC Osaka                             |
| Ehime FC                         | 1:0             | Tadotsu FC                           |
| Matsue City FC                   | 1:0             | Kagoshima United FC                  |
| Kyoto Sanga FC                   | 2:2 (5:3 i. E.) | Ritsumeikan-Universität              |
| Tochigi SC                       | 0:0 (3:4 i. E.) | Ryūtsū-Keizai-Universität            |
| Universität Yokkaichi            | 1:6             | Verspah Ōita                         |
| Consadole Sapporo                | 5:1             | Universität Sapporo                  |
| Yokohama FC                      | 3:0             | Tonan Maebashi                       |
| Nara Club                        | 0:0 (5:6 i. E.) | Fujieda MYFC                         |
| Montedio Yamagata                | 7:1             | Universität Yamagata                 |
| Kamatamare Sanuki                | 1:0             | Universität Kōchi                    |
| Toyama Shinjo Club               | 0:5             | FC Ryukyu                            |
| Mito HollyHock                   | 4:2             | ReinMeer Aomori                      |
| Giravanz Kitakyushu              | 2:1             | J.FC Miyazaki                        |
| Blaublitz Akita                  | 3:0             | Fukushima United FC                  |
| Tokushima Vortis                 | 7:0             | Fagiano Okayama Next                 |
| Thespakusatsu Gunma              | 1:2             | FC Gifu Second                       |
| Wirtschaftsuniversität Hiroshima | 2:0             | Universität Tokushima                |
| Roasso Kumamoto                  | 1:0             | Universität Fukuoka                  |
| Gainare Tottori                  | 2:1             | Fagiano Okayama                      |

### 2. Runde
|                     | Ergebnis |                                  |
| ------------------- | -------- | -------------------------------- |
| Vissel Kobe         | 5:0      | AC Nagano Parceiro               |
| JEF United Chiba    | 1:0      | FC Gifu                          |
| Oita Trinita        | 3:0      | V-Varen Nagasaki                 |
| Yokohama F. Marinos | 3:1      | MIO Biwako Shiga                 |
| Nagoya Grampus      | 0:1      | FC Machida Zelvia                |
| Júbilo Iwata        | 0:1      | Avispa Fukuoka                   |
| Vegalta Sendai      | 3:2      | Universität Sendai               |
| Omiya Ardija        | 3:1      | Tokyo Verdy                      |
| Shonan Bellmare     | 4:3      | Toin-Universität Yokohama        |
| Matsumoto Yamaga FC | 2:1      | Zweigen Kanazawa                 |
| Ventforet Kofu      | 3:2      | Juntendō-Universität             |
| FC Osaka            | 2:3      | Ehime FC                         |
| Kawasaki Frontale   | 3:0      | Matsue City FC                   |
| Kyoto Sanga FC      | 4:0      | Ryūtsū-Keizai-Universität        |
| Sagan Tosu          | 4:0      | Verspah Ōita                     |
| Consadole Sapporo   | 1:0      | Yokohama FC                      |
| Shimizu S-Pulse     | 2:4      | Fujieda MYFC                     |
| Montedio Yamagata   | 3:1      | Kamatamare Sanuki                |
| Kashima Antlers     | 3:1      | FC Ryukyu                        |
| Mito HollyHock      | 2:1      | Giravanz Kitakyushu              |
| Albirex Niigata     | 4:0      | Blaublitz Akita                  |
| Tokushima Vortis    | 1:0      | FC Gifu Second                   |
| Sanfrecce Hiroshima | 8:0      | Wirtschaftsuniversität Hiroshima |
| Roasso Kumamoto     | 1:0      | Gainare Tottori                  |

### 3. Runde
|                     | Ergebnis        |                     |
| ------------------- | --------------- | ------------------- |
| Vissel Kobe         | 1:0             | JEF United Chiba    |
| Oita Trinita        | 0:1             | Yokohama F. Marinos |
| FC Machida Zelvia   | 2:0             | Avispa Fukuoka      |
| Vegalta Sendai      | 0:0 (4:3 i. E.) | Omiya Ardija        |
| Shonan Bellmare     | 2:3             | Matsumoto Yamaga FC |
| Ventforet Kofu      | 1:0             | Ehime FC            |
| Kawasaki Frontale   | 3:0             | Kyoto Sanga FC      |
| Sagan Tosu          | 0:0 (2:1 i. E.) | Consadole Sapporo   |
| Fujieda MYFC        | 1:2             | Montedio Yamagata   |
| Kashima Antlers     | 0:0 (2:3 i. E.) | Mito HollyHock      |
| Albirex Niigata     | 1:2             | Tokushima Vortis    |
| Sanfrecce Hiroshima | 1:0             | Roasso Kumamoto     |

### Achtelfinale
|                   | Ergebnis |                     |
| ----------------- | -------- | ------------------- |
| Vissel Kobe       | 1:0      | Yokohama F. Marinos |
| FC Machida Zelvia | 1:7      | Urawa Reds          |
| Vegalta Sendai    | 2:1      | Matsumoto Yamaga FC |
| Kashiwa Reysol    | 2:1      | Ventforet Kofu      |
| Kawasaki Frontale | 0:2      | Gamba Osaka         |
| Sagan Tosu        | 4:3      | Montedio Yamagata   |
| FC Tokyo          | 2:0      | Mito HollyHock      |
| Tokushima Vortis  | 1:2      | Sanfrecce Hiroshima |

### Viertelfinale
|                | Ergebnis        |                     |
| -------------- | --------------- | ------------------- |
| Vissel Kobe    | 0:3             | Urawa Reds          |
| Vegalta Sendai | 3:3 (3:5 i. E.) | Kashiwa Reysol      |
| Gamba Osaka    | 3:1             | Sagan Tosu          |
| FC Tokyo       | 1:2             | Sanfrecce Hiroshima |

### Halbfinale
|             | Ergebnis |                     |
| ----------- | -------- | ------------------- |
| Urawa Reds  | 1:0      | Kashiwa Reysol      |
| Gamba Osaka | 3:0      | Sanfrecce Hiroshima |

### Finale
|            | Ergebnis |             |
| ---------- | -------- | ----------- |
| Urawa Reds | 1:2      | Gamba Osaka |